# Renaturierungsökologie
Renaturierungsökologie bezeichnet die wissenschaftliche Disziplin, die sich mit Maßnahmen beschäftigt, die das Ziel haben, durch Menschen geschädigte Ökosysteme in einen ähnlichen Zustand zu versetzen, wie er vor der Störung durch den Menschen bestanden hat (so genannte Renaturierung). Dies bezieht sich sowohl auf natürliche Ökosysteme als auch auf hoch diverse Systeme der Kulturlandschaft. Hierzu werden umweltwissenschaftliche und ökologische Methoden eingesetzt.

## Geschichte
Renaturierungsökologie ist eine relativ junge wissenschaftliche Disziplin, die sich national und international unterschiedlich entwickelt hat. In Mitteleuropa stehen seit Ende der 1980er Jahre praktische Renaturierungsvorhaben im Vordergrund. Dies betraf zunächst die Renaturierung von Fließsystemen und Mooren, Anfang der 1990er Jahre wurde dann der ökologische Waldumbau zum wichtigen Thema der Renaturierungsökologie. Gegenwärtig ist mit der Renaturierung stark gestörter Landschaften, wie Bergbaufolgelandschaften oder Truppenübungsplätzen ein weiterer Schwerpunkt entstanden.

## Sichtweise der Renaturierungsökologie
Renaturierungsökologie geht von der Hypothese aus, dass Schädigungen an Ökosystemen zumindest teilweise behebbar sind. Wesentliches Instrument ist eine Analyse der Einflussgrößen, die nach einer Störung den Erholungsprozess am stärksten hemmen können, um auf diese Faktoren gezielt einzuwirken. Notwendig hierfür ist das Wissen, wie eine Sukzession bezogen auf das spezifische Ökosystem und die spezifische Störung verläuft. Stellt sich heraus, dass eine Renaturierung des Lebensraumes aufgrund der vorliegenden Störung nicht realisierbar ist, steht das Bemühen im Vordergrund, den Lebensraum so weit wie möglich wiederherzustellen und spezifische ökologische Prozesse und Funktionen zum Laufen zu bringen. Leitbild hierbei ist das Erreichen eines Zustands, der nach naturschutzfachlichen Kriterien qualitativ hochwertiger ist. Finanzielle und zeitliche Rahmenbedingungen sind grundsätzlich zu berücksichtigen.

## Maßnahmen

### Grobeinteilung der Maßnahmen
Bei den eingesetzten Maßnahmen unterscheidet man solche, die auf Restauration, Restitution oder Rehabilitation abzielen. Restauration bedeutet hier die Rückführung in den ursprünglichen, eindeutig definierten historischen Zustand unter Einsatz technischer Mittel. Restitution beinhaltet eine aktive Wiederherstellung eines ursprünglichen Zustands unter Verwendung technischer Maßnahmen und Mittel. Rehabilitation zielt auf die Wiederherstellung spezifischer Biotopqualitäten, inklusive bestimmter biologischer Prozesse, wie beispielsweise das Wiedermäandern eines Flusses, ab.

### Kurzüberblick der Maßnahmen
Die eingesetzten Methoden erstrecken sich von der Wiedereinbringung von Arten, über die Renaturierung von Habitaten bis zur Etablierung komplexer Lebensgemeinschaften im Kontext funktionierender Ökosysteme. Bei der Renaturierung von Seen stehen häufig Maßnahmen zur Verringerung des Nährstoffeintrags, der Wiederbesatz mit einheimischen Fischarten sowie die Ansiedlung typischer Pflanzenarten im Vordergrund.

### Einteilung der Maßnahmen nach Umfang
Weniger aufwändige Maßnahmen umfassen beispielsweise die Ansiedlung standorttypischer Pflanzenarten oder den Einsatz von Weidetieren.
Bei der Renaturierung ganzer Lebensgemeinschaften wird häufig zunächst die Herstellung einer günstigen abiotischen Ausgangssituation notwendig. Dies kann einen Nährstoffaustrag bedeuten oder die Herstellung geomorphologischer Voraussetzungen, wie z. B. Mulden für Gewässer. Darauf aufbauend erfolgt häufig die Ansiedlung von Pflanzenarten, die im Kontext der für den Standort typischen Gesellschaften ausgewählt werden. Ein auf diese Maßnahmen zu entwickelndes Pflegemanagement ist ebenso Teil der Renaturierungsökologie wie spezielle Schutzmaßnahmen, beispielsweise zur Verhinderung der Besiedlung nahegelegener Flächen durch invasive Pflanzen.
In besonders aufwändigen Fällen wird vor einer Renaturierung eine Wiederherstellung der geomorphologischen Struktur erforderlich. Im Kontext einer Renaturierung von Sand-Ökosystemen kann dies z. B. die Versetzung von Deichen bedeuten wie auch eine Verlagerung nährstoffreicher Bodenschichten.

### Koordination und Organisation von Maßnahmen
Mittels wissenschaftlicher und technischer Methoden können multikriterielle Optimierungen erstellt werden, welche Gebiete für Restaurierung priorisieren und entsprechende Maßnahmen koordinieren bzw. dazu beitragen können. In einer derartigen Optimierung wurde für die Schätzungen der Kosten-Nutzen-Verhältnisse seitens der Kosten kontemporäre Wertzurechnungen für Arbeit, Materialaufwand und Ertragseinbußen – etwa bei Rindfleisch – und seitens der Nutzen Artenvielfalt, lokale Vorteile der Umwelt, Reduktion von Armut und Klima-Stabilisierung berücksichtigt. Letztere seien in Kombination mit dem Schutz noch bestehender Ökosysteme – etwa dem bedrohten Amazonas-Regenwald – am höchsten.